# Петер Сонді
Петер Сонді (угор. Szondi Péter; 27 травня 1929, Будапешт, Угорщина — між 18 жовтня та 9 листопада 1971, Берлін, Німеччина) — німецький філолог угорського походження.
Петер Сонді народився 27 травня 1929 року у Будапешті, в родині угорського психіатра Леопольда Сонді. У червні 1944 року його разом із сім'єю було депортовано до концентраційного табору Берґен-Бельзен потягом Кастнера. У грудні того ж року їх викупили і вони виїхали до Швейцарії.
1965 року він став професором Вільного університету Берліна, де очолив Інститут загального та порівняльного літературознавства. Він спеціалізувався на історії літератури та порівняльному літерутурознавстві.
Петер Сонді покінчив життя самогубством. Він пропав 18 жовтня 1971 року, а 9 листопада його тіло виявили в озері Галензее в однойменному передмісті Берліна.
2005 року інститут, який він заснував, називається Інститут порівняльного літературознавства Петера Сонді

## Твори
- Über eine «Freie Universität». Suhrkamp, 1973
- Die Theorie des bürgerlichen Trauerspiels im 18. Jahrhundert. Suhrkamp, 1973
- Celan-Studien. Suhrkamp, 1972
- Hölderlin-Studien. Insel, 1967
- Satz und Gegensatz. Insel, 1964
- Der andere Pfeil Insel, 1963
- Versuch über das Tragische Insel, 1961
- Theorie des modernen Dramas. Suhrkamp, 1956

## Виноски
1. 1 2 3 4  Catalog of the German National Library
2. ↑  Borbándi Gyula (1992). Nyugati magyar irodalmi lexikon és bibliográfia (угорськ.) . HITEL. Архів оригіналу за 4 березня 2016. Процитовано 27 березня 2016.
3. ↑  SZONDI BIOGRAPHY (англ.) . www.szondiforum.org. Архів оригіналу за 3 березня 2016. Процитовано 27 березня 2016.
4. ↑  “Suddenly everything was different” (англ.) . www.fu-berlin.de. 18 січня 2016. Архів оригіналу за 6 листопада 2016. Процитовано 27 березня 2016.
5. ↑  Der Szondiweg [Архівовано 25 грудня 2012 у Wayback Machine.], alt-zueri.ch, abgerufen am 15. Juni 2012.
6. ↑  Institute (англ.) . www.geisteswissenschaften.fu-berlin.de. Архів оригіналу за 22 жовтня 2015. Процитовано 27 березня 2016.